# Escola Estadual Caetano de Campos
A Escola Estadual Caetano de Campos é uma escola pública estadual na cidade de São Paulo fundada no ano de 1846, inicialmente em um prédio contíguo à Catedral da Sé, a escola chegou a ser extinta duas vezes e mudou também de prédio. Em 1875 instalou-se junto à Escola de Direito do Largo São Francisco e posteriormente foi transferida para a rua da Boa Morte, permanecendo até 1894 quando foi para a Praça da República onde ficou até 1977.
Em 1978 a Escola Caetano de Campos saiu do prédio da Praça da República e, a partir daí, foi dividida em duas unidades: EEPSG Caetano de Campos – Aclimação e EEPSG Caetano de Campos – Consolação, pela resolução nº 12, de 30 de janeiro de 1978, publicada no Diário Oficial do Estado de São Paulo, em 31 de janeiro de 1978. O edifício na Praça da República foi reinaugurado em 19 de fevereiro de 1979 e atualmente é denominado Casa Caetano de Campos, passou a abrigar a Secretaria de Estado dos Negócios da Educação, atualmente Secretaria de Estado da Educação/SEE.
O nome da escola é uma homenagem ao médico e educador Antonio Caetano de Campos. Nascido no estado do Rio de Janeiro em 1844, graduou-se na Escola de Medicina da antiga Corte em 1867. Quando mudou-se para São Paulo, em 1870, passou a trabalhar com educação, tornando-se nome de referência na área, no Brasil. Ele foi o primeiro diretor da instituição, à época em que era uma escola normal.

## História

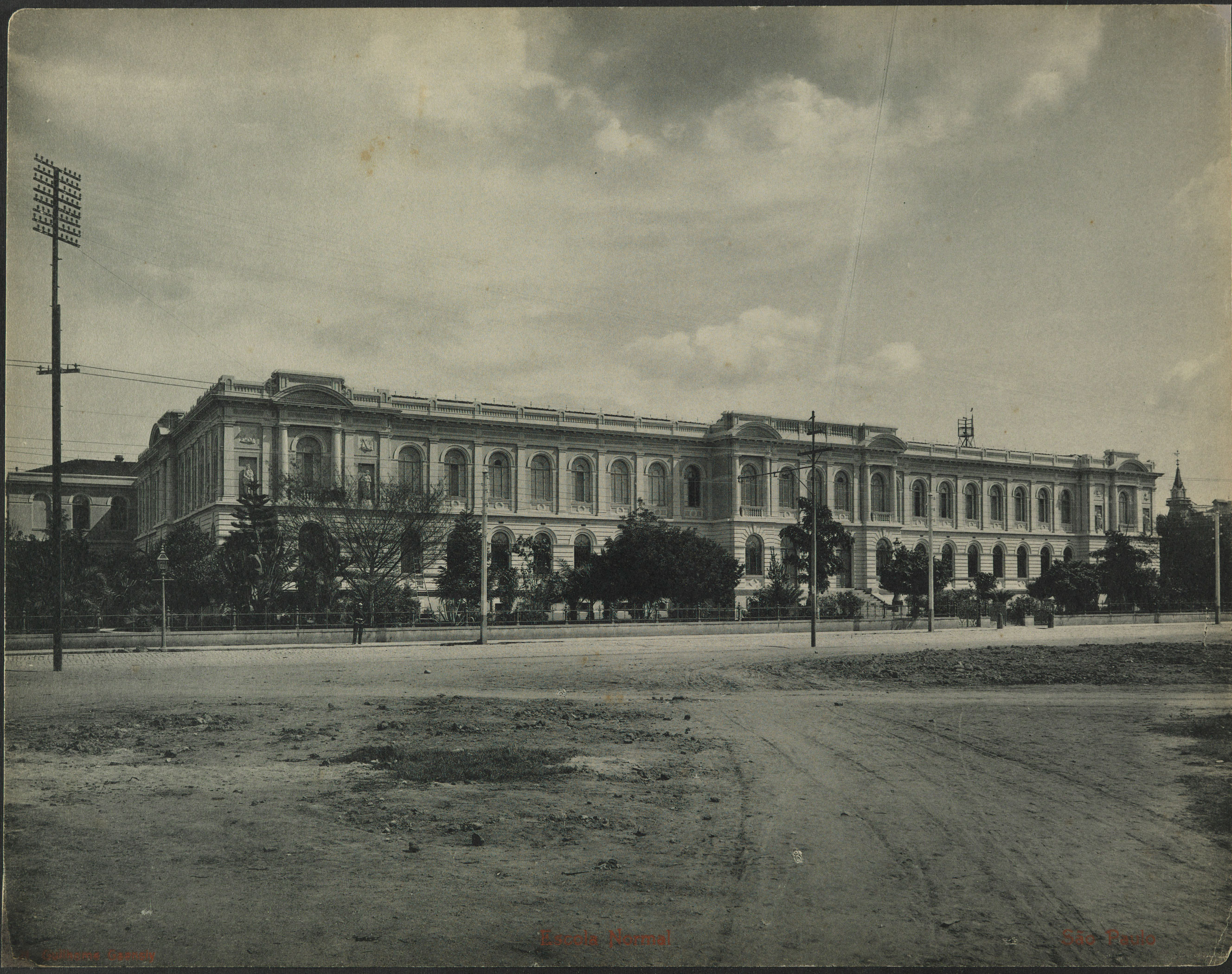
Registro de 1902 da Escola Caetano de Campos, quando estava localizada à praça da República

O governo do Império brasileiro pretendia construir uma Catedral no chamado Largo Sete de Abril (também denominado Largo dos Curros e atualmente como Praça da República). Com a proposta de sua construção, já em 1890, a Escola Normal, no local mencionado, marcou a orientação laica dos valores da Primeira República.
A Escola Estadual Caetano de Campos tem uma longa trajetória, que se inicia com a criação da Escola Normal, em 1846, passa por um prédio próprio na Praça da República, em 1894, tentativas de demolição e suas consequentes reações e a divisão em duas unidades em dois distintos endereços.
Foi fundada em 1846 como a primeira escola normal do estado de São Paulo e batizada de Escola Normal da Praça, com cerca de 20 alunos por ano, todos do sexo masculino. No currículo, como explica o Anuário do Ensino do Estado de São Paulo de 1907/1908, havia Gramática, Aritmética, Geometria, Caligrafia, Lógica e Religião, além da formação dos docentes. O diretor e professor da escola era Dr. Manuel José Chaves, que administrava ambas as funções diariamente, em aulas para alunos de 16 anos ou mais. Em 1875, houve modificação curricular, havendo, então: Língua Nacional e Língua Francesa; Aritmética e Sistema Métrico; Caligrafia; Doutrina Cristã e Metódica e Pedagogia com exercícios práticos em escolas primárias; Noções de História Sagrada e Universal (incluindo Brasil); Geografia (sobretudo do Brasil) e Elementos de Cosmologia. Em 1878, a escola foi fechada, pois a Assembléia Provincial não votou a verba para 1878 e 1879.
As escolas normais brasileiras surgem em consonância com a movimentação de profissionais da educação dispostos a criar regras para estruturar o sistema educacional do país. Escolas normais são as instituições criadas para a formação de professores. No contexto da criação de uma cultura pedagógica no país, as escolas normais surgem para compor um sistema educacional de maior qualidade, inspiradas pelo modelo francês surgido após a Revolução Francesa. A Lei n° 10, 4/04/1835, promulga a criação desse tipo de instituição, pensando na divulgação do saber e na afirmação de técnicas necessárias para o repasse informacional promovido pelos docentes. Posteriormente, desenvolveu-se de forma diferente a cultura pedagógica, pensando no diálogo e na via de mão dupla do saber, considerando o conhecimento dos estudantes.
Em 1880, quando voltou a funcionar, a escola tornou-se mista e estava localizada na atual Rua do Carmo, na Sé (à época, tratava-se do número 29 da Rua da Boa Morte). Após a proclamação da República, o então diretor do colégio, Rangel Pestana reformou a Escola Normal e indicou para seu cargo Antonio Caetano de Campos, criador das escolas modelo. Entre 1880 e 1893 foram diretores da Escola Normal Dr. Paulo Bourroul, Dr. José Estácio Corrêa de Sá e Benevides, Cônego Manoel Vicente da Silva, e Dr. Antonio Caetano de Campos, o futuro patrono. Com o falecimento de Campos em 1891, Gabriel Prestes assumiu o cargo até 1898. Foi no ano de 1894 que a escola passou a a endereçar-se em um edifício construído especialmente com essa finalidade, na Praça da República. Executada pelo arquiteto Ramos de Azevedo, a construção funciona hoje como Secretaria da Educação do Estado de São Paulo.

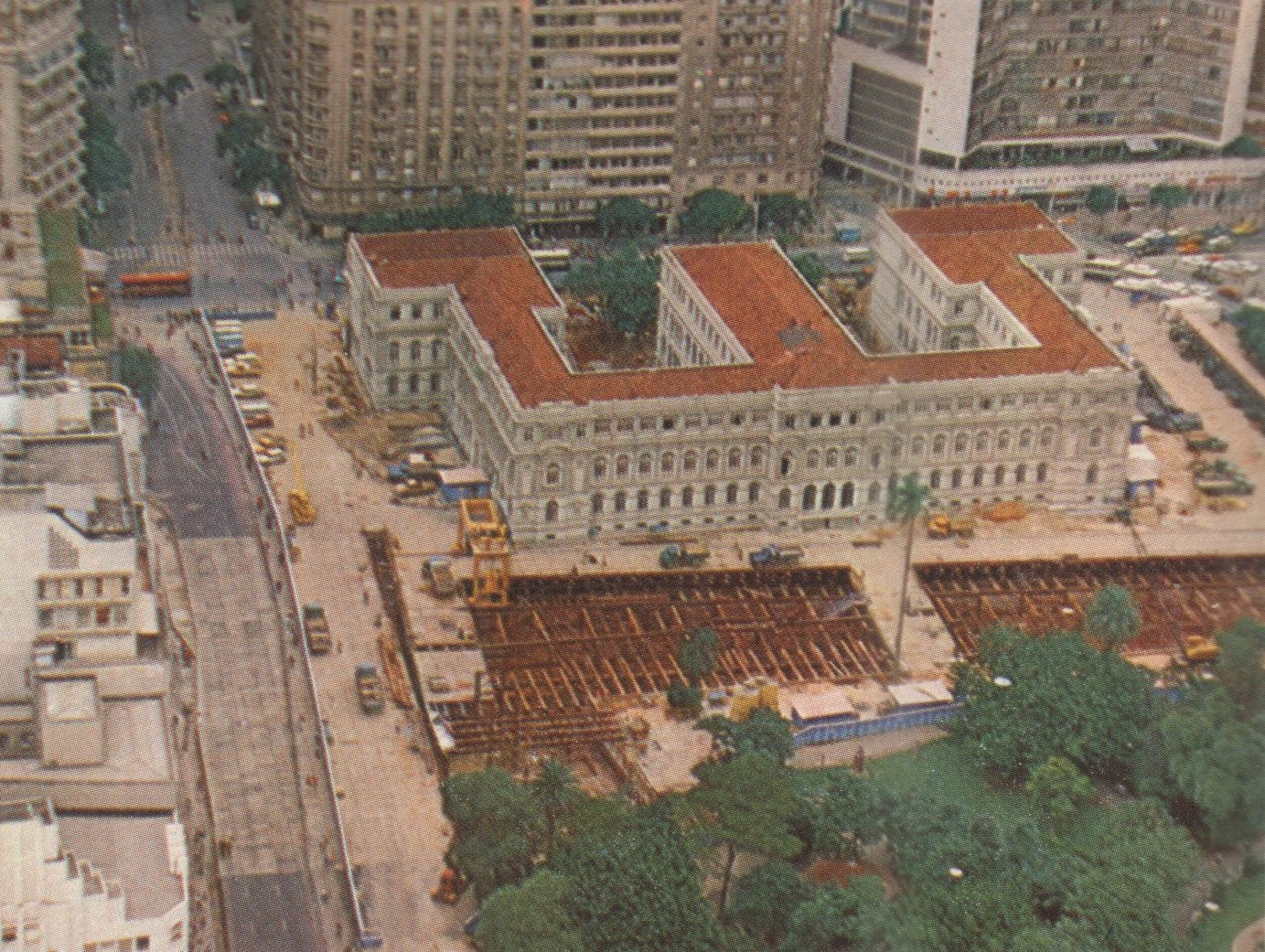
Vista das obras da estação República do metrô, 1979. Após a alteração do projeto, a estação pôde ser implantada e a Escola Caetano de Campos foi preservada.

No novo endereço, funcionava tanto como Escola Normal de formação de professores (para alunos a partir de 16 anos), quanto como Escola Modelo Preliminar Antonio Caetano de Campos, para crianças de 7 a 11 anos. Posteriormente, foi instalada ali a primeira Escola Modelo Complementar da Capital, para alunos de 11 a 14 anos. Posteriormente, funcionou no anexo ao endereço da Praça Roosevelt um Jardim de Infância. No início  da década de 1970, entre 1970 e 1971, o presidente da Companhia do Metrô, Plínio Assman, em reunião para a implantação da linha Leste Oeste do metrô em São Paulo, propôs a derrubada do prédio da Escola Normal. Com a mobilização e resistência da comunidade de alunos ex-alunos e funcionários da instituição, a ideia não foi para frente. Em 1975, a associação dos antigos alunos, em nome dessa coletividade, entrou com uma ação popular na Justiça de São Paulo, solicitando a suspensão da liminar de demolição por ausência de autorização legislativa. Compareceram na sessão representantes da sociedade civil, personalidades e caetanistas (denominação para alunos e alunos formados pela instituição), foi aprovado, por unanimidade, o projeto de lei nº 5.091, de iniciativa dos deputados Wadih Helou e Osiro Silveira, com o apoio de Sólon Borges dos Reis, do governo estadual. Esse projeto de lei aprova o tombamento do edifício do Instituto de Educação Caetano de Campos por ser monumento histórico do Estado de São Paulo.
Atualmente, como funciona no endereço da Praça da República a Secretaria da Educação do Estado de São Paulo, há dois locais de funcionamento das escolas estaduais: na Rua João Guimarães Rosa, nº 111, onde atende o Programa de Ensino Integral de 9 horas nas etapas de  Ensino Fundamental II (6º ao 9º ano) e Ensino Médio ( 1ª a 3ª série), e na Rua Pires da Motta, nº 99, onde há Ensino Fundamental I e II (1º ao 9º ano) e Educação Especial.

## Casa Caetano de Campos

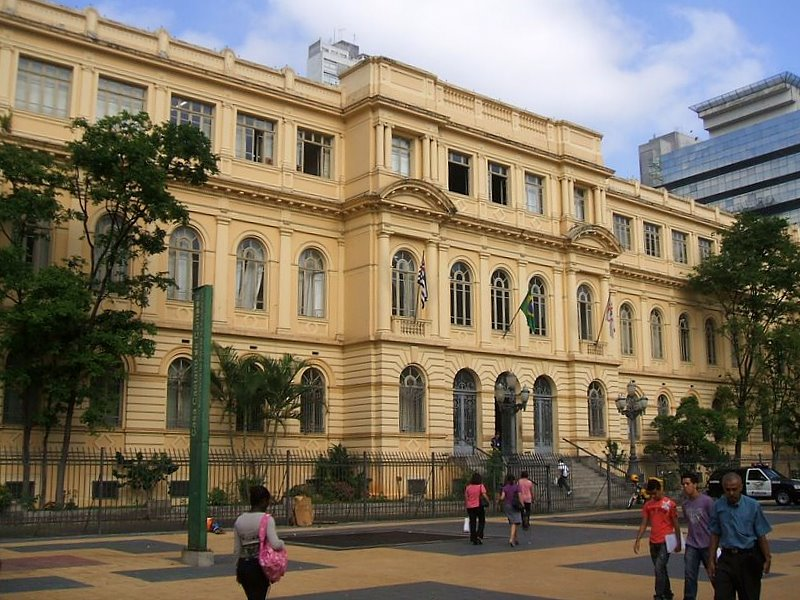
Casa Caetano de Campos, na Praça da República, atual sede da Secretaria da Educação do Estado de São Paulo

Reinaugurado em 19 de fevereiro de 1979, o edifício, atualmente denominado Casa Caetano de Campos, passou a abrigar a Secretaria de Estado dos Negócios da Educação, atualmente Secretaria de Estado da Educação/SEE.

## E.E. Caetano de Campos - Aclimação
A Escola Estadual Caetano de Campos - Aclimação localizada à Rua Pires da Mota, 99, no bairro da Aclimação, região central de São Paulo ocupa um edifício onde havia a Faculdade de Medicina Veterinária da USP, a escola possui quadras esportivas, teatro, biblioteca, museu, horta e uma área verde extensa. A unidade reúne alunos do ensino fundamental até o fim do ensino médio. Em 2013, eram 1.725 estudantes matriculados na escola, de acordo com o Censo Escolar.
O teatro é gerido pela Secretaria de Cultura desde 2005 e usado para ensaios da Orquestra Sinfônica do Estado de São Paulo e já não faz parte da escola apesar de ficar no meio da unidade, parte da área verde foi repassada para a secretaria de Segurança Pública em 2007.
A escola, que era modelo, no ano de 2013, apresentou desempenho escolar abaixo da média da rede estadual. Nesse ano o ensino médio, apresentou a taxa de reprovação de 15,3%, o equivalente a 88 alunos. Outros 71 (12,4%) abandonaram a escola. A média da rede pública de São Paulo é de 11,6% de reprovação e 4,8% de abandono.

Em 2020, conforme previsto, os impactos negativos na educação foram significativos devido à pandemia mundial. A suspensão das aulas presenciais nas escolas resultou em diversas consequências adversas, afetando o aprendizado dos alunos, a continuidade dos currículos escolares e o bem-estar emocional de estudantes e educadores.
Tempos difíceis ficaram para trás. Com foco na comunidade e visando melhorias que refletissem na qualidade do processo de ensino/aprendizagem, após tomar posse e assumir a direção da escola, Maria Helena de Oliveira Cirelli anunciou as futuras obras realizadas pela FDE para atendimento aos cerca de 1.524 alunos.
Desde então, uma grande melhoria nos índices educacionais de aprovação e reprovação de estudantes vem sendo observada. Segundo os dados mais recentes disponíveis do Censo Escolar do Instituto Nacional de Estudos e Pesquisas Educacionais Anísio Teixeira (INEP), a Escola Estadual Caetano de Campos - Aclimação apresentou uma melhora significativa em seus índices de aprovação. Para o ensino médio, nos anos de 2020 a 2022, as taxas de aprovação foram, respectivamente, de 97,8%, 95,7% e 98%, enquanto as taxas de reprovação foram de apenas 0,8% em 2020 e 2% em 2021 e 2022. No que tange aos índices de evasão escolar, nesse mesmo período e para essa mesma etapa do ensino, as respectivas taxas foram de 2,2%, 6,9% e 6,9%.

## E.E. Caetano de Campos - Consolação
A Escola Estadual Caetano de Campos - Consolação localizada à Rua João Guimarães Rosa, 111, na Praça Franklin Roosevelt, no distrito da Consolação, região central de São Paulo já passou por diversas transformações, tendo funcionado, por exemplo, como unidade do Colégio Visconde de Porto Seguro (Escola Alemã - Deutsche Schule) e Escola Normal Caetano de Campos. Atualmente, funciona como escola do Estado de São Paulo e está em posse da Secretaria da Educação do Governo do Estado de São Paulo, órgão público.
No ano de 1979, o edifício foi tombado pelo Conselho Deliberativo do Conselho de Defesa do Patrimônio Histórico, Arqueológico, Artístico e Turístico do Estado de São Paulo               (Condephaat), órgão subordinado à Secretaria de Cultura do Estado de São Paulo.

### Edifício
O edifício foi construído pelo arquiteto alemão Augusto Fried e suas características remetem ao período da arquitetura eclética brasileira, que está ligada a ideia funcionalista da arquitetura, pensando em ambientes estéticos, mas confortáveis. Ao mesmo tempo, trata-se de uma fusão de linguagens, já que o estilo mescla a descoberta de novos materiais, atrelados ao surgimento da sociedade industrial no Brasil, com a releitura dos valores arquitetônicos do passado, dessa vez adaptados às necessidades contemporâneas.  Ao mesmo tempo, a decoração e a fachada tornam-se elementos essenciais da construção, pois valoriza-se a forma exterior. O ecletismo está relacionado ao abandono do absoluto e a busca por um trabalho múltiplo, que leva em conta todo o panorama brasileiro na área. Principalmente na cidade de São Paulo, em bairros como Jardim América, Jardim Europa e Pacaembu, esse movimento da arquitetura esteve sempre relacionado a residências de famílias de elite da cidade, o que mostra um caráter possivelmente inovador de Fried na construção do edifício em questão. À época, esse estilo de construção interligava-se ao pensamento da classe abastada, que considerava a residência um expositor de status. Além disso, a elite brasileira reproduzia o pensamento da intelectualidade europeia, francesa especialmente, o que foi fundamental para a caracterização de suas moradias. Contudo, é necessário pontuar que a representatividade da arquitetura adotada pela elite não se restringia apenas a essa classe, estendendo-se às classes mais baixas, que também adotaram as fachadas ornamentadas e as decorações incrementadas.